# 心中 (川端康成)
『心中』（しんじゅう）は、川端康成の掌編小説。「愛のかなしさ」を主題にした作品で、遠隔透視など、時空を隔てた不思議な現象を取り入れた心霊的・神秘的傾向の作風となっている。川端の一連の「掌の小説」群の中でも特に評価の高い代表的な掌編の一つである。
この川端の『心中』に魅せられ、行間の補足や独自の感覚の解釈を書き加えたオマージュ作品『川端康成第四短篇集「心中」を主題とせるヴアリエイシヨン』を梶井基次郎が3か月後に発表していることでも知られている。

## 発表経過
初出は1926年（大正15年）の『文藝春秋』4月号（第4年第4号）に「第四短篇集」と題する5篇中の1篇として掲載された。
単行本としては、同年6月15日に金星堂より刊行の処女作品集『感情装飾』に収録され、その後1930年（昭和5年）4月7日に新潮社より刊行の『僕の標本室』にも収録された。1952年（昭和27年）8月には新潮社より文庫版で刊行の『掌の小説百篇 上』に収録された。
翻訳版は、英語（英題：Love Suicides）、ロシア語（露題：Cердце）、ポーランド語（波語：Serce）、中国語（中題：一家自杀）で出版されている。

## あらすじ
彼女（妻）を嫌って2年前に逃げた夫から手紙が来た。遠い土地からのその手紙には「子供にゴム毬をつかせるな。その音が聞えて来るのだ。その音が俺の心臓を叩くのだ」とある。彼女は娘からゴム毬を取り上げた。違う差出局の消印で、再び夫からの第二の手紙が来る。今度は「子供を靴で学校を通わせるな。音が聞えて来るのだ。その音が俺の心臓を踏むのだ」とある。彼女は音の出ないフェルト草履を娘に与えるが、娘は泣いて学校に行かなくなる。
それから1か月後、また夫から第三の手紙が来るが、彼女はその文字から夫の急な老いを感じた。「子供に瀬戸物の茶碗で飯を食わせるな。その音が聞えて来るのだ。その音が俺の心臓を破るのだ」という命令に従い、彼女は3歳の幼児に食べさせるように自分の箸で娘に飯を与える。3歳児だった娘の隣に夫がいて3人楽しく暮していた頃を彼女が思い出していると、突然娘が茶箪笥から自分の茶碗を出してきた。彼女はすぐさまそれを奪い取って庭石に投げた。「夫の心臓が破れる音」。
すると突然彼女は眉毛を逆立て、自分の茶碗も石に投げつける。自分の茶碗の音は夫の心臓が破れる音ではないのか？ と思った彼女は、食卓を庭に突き飛ばす。さらに、壁に全身をぶつけ拳で叩いたり、襖を槍のように破り抜けたりして、この音は？ と試す。娘が泣きながら「かあさん、かあさん、かあさん」と駆け寄ってくると、彼女は娘の頬をぴしゃりと平手打ちする。「おお、この音を聞け」。
その音に呼応する木魂のように、新たな遠い地からの夫の手紙が来た。そこには「お前達は一切の音を立てるな。戸障子の明け閉めもするな。呼吸もするな。お前達の家の時計も音を立ててはならぬ」とある。彼女はその手紙を読んで「お前達、お前達、お前達よ」と呟きながらぽろぽろと涙を落とした。
それから、母と娘は一切の音を立てなくなった。そして不思議なことに、死んだ2人と枕を並べて夫も死んでいた。

## 登場人物
夫
2年前に妻子から逃げて別の土地に出奔した。家出から2年経って妻子の住む家に手紙を出す。
彼女
夫の妻。夫と娘と3人で暮していた時は楽しく幸せだった。
娘
9歳。夫と彼女の娘。7歳の時に父親が家を出て以来、母親と2人暮し。

## 作品背景
※川端康成の作品や随筆内からの文章の引用は〈　〉にしています（論者や評者の論文からの引用部との区別のため）。

### 心霊的なものへの興味
『心中』は、数多い川端康成の掌の小説群の中では、1921年（大正10年）から1935年（昭和10年）までの「第一期」の作品に区分されており、作品の題材・素材面的には、「超現実的」「神秘的」傾向の作品として分類されている。
第一高等学校の頃から心霊的なものに関心を寄せていた川端は、新感覚派時代の同人雑誌『文藝時代』を旗揚げする前後にはカミーユ・フラマリオンの心霊学の著書『未知の世界へ』（アルス社、1924年）や『死とその神秘』（アルス社、1925年）、オリバー・ロッジの『レイモンド 冥界通信』（宇宙霊象研究協会、1918年）、『他界にある愛児よりの消息』（新光社、1922年）などをよく読んでいた。当時日本では西欧の心霊学研究の流れから心霊学関連の翻訳図書が多く出版され、浅野和三郎による「心霊科学研究会」などの結成もあった。
『心中』発表前年の短編小説『白い満月』（1925年）の作中には、フラマリオンの『未知の世界へ』からの直接の引用文もあり、電光の作用を説明している。〈遠隔の透視、未来の予見、その他の心霊現象〉に興味を持っていた川端は、長編『海の火祭』（1927年）や、のちの短編『抒情歌』（1932年）でもロッジやフラマリオンの著書で紹介されていた不思議な心霊現象を作風に取り入れている。
川端がフラマリオンやロッジの心霊学書に強い興味を抱いた背景には、早くから肉親を次々と亡くした生い立ちによって「生の不滅を信じたい心」や「死の超越」という意識が生じていたことや、幼児期に予知能力や予言などの心霊現象に似た体験があったことが関係している。
また、育った郷土の田舎の環境に稲荷様や魔除け、火の玉などの霊的な見方がかなり残っていたことや、祖父・三八郎が八卦や家相学に凝っていたり（『十六歳の日記』を参照）、同性愛的思慕を持った下級生の小笠原清人が大本教の信者だったり（『少年』を参照）、「岩田式自強術」をやっていた従兄の秋岡義愛から手かざしの施術を受けたり、友人の今東光の父親から霊智学・神智学の話を聞いたりするなど、身近に信仰や心霊的なものと関わりの深い人物が結構いたことも、心霊学への興味の背景にあった。
さらには、川端自身も心霊的な不思議な見方や感じ方をした経験が中学・高等学校時代にあったこと（死んだ祖父の借金証文の名義書き変えのことで中学時代の川端を不用意に苦しめてしまったという贖罪感を死ぬまで持ち続け、川端にお金を送るよう遺言まで残した〈山本千代松〉という男から始まる、名前に〈ちよ〉と付く人物との運命の奇遇）や、生来的な感性の中に、怪奇的なものや「非現実的」な世界を、現実世界の背後に想定せずにはいられない気質が見受けられることも、研究者や同人作家から指摘され、心霊的な見方と密接に関わる万物一如・輪廻転生的な見方も、「川端の孤児の悲しみや失恋の痛手の克服」など、自己の閉鎖性の打開を求める意識から生じていることなども指摘されている。
フラマリオンやロッジなどから心霊学の影響を受けた川端は、それを意識的に取り入れた上述の『白い満月』、『青い海黒い海』などをはじめとした心霊的・神秘的傾向の短編・掌編小説を1925年（大正14年）の後半あたりから発表するようになり、1927年（昭和2年）、1928年（昭和3年）頃まで心霊学的要素を生かした作品を最も多く量産している。そうした神秘的傾向の作品は、晩年の短編『片腕』や、遺作となった長編『たんぽぽ』にまで及ぶことになり、川端の初期の掌の小説の秀作『心中』はその意味で神秘的傾向の作品の中の象徴的な存在となっている。

### 川端の自作解題
川端は掌の小説の数々を1950年（昭和25年）に振り返る中、『心中』については『死顔の出来事』と共に〈好きな作品である〉と述べ、〈これで愛のかなしさを突いたつもりであつた〉と自作解題している。また、〈神秘的なものが匂ふ〉作品の一つだとして、〈精神の一つの見方としてこのやうな方法を取つた〉としている。
また、『心中』を含めた掌の小説77篇を収めた1938年（昭和13年）7月刊行の『川端康成選集第1巻』の「あとがき」では、以下のように語っていた。
なお、作中に2回出てくる〈この音は？〉という言葉の部分は、『文藝春秋』誌の初出時では〈この音？〉となっていた。

## 作品評価・研究
※川端康成の作品や随筆内からの文章の引用は〈　〉にしています（論者や評者の論文からの引用部との区別のため）。

### 同時代評価

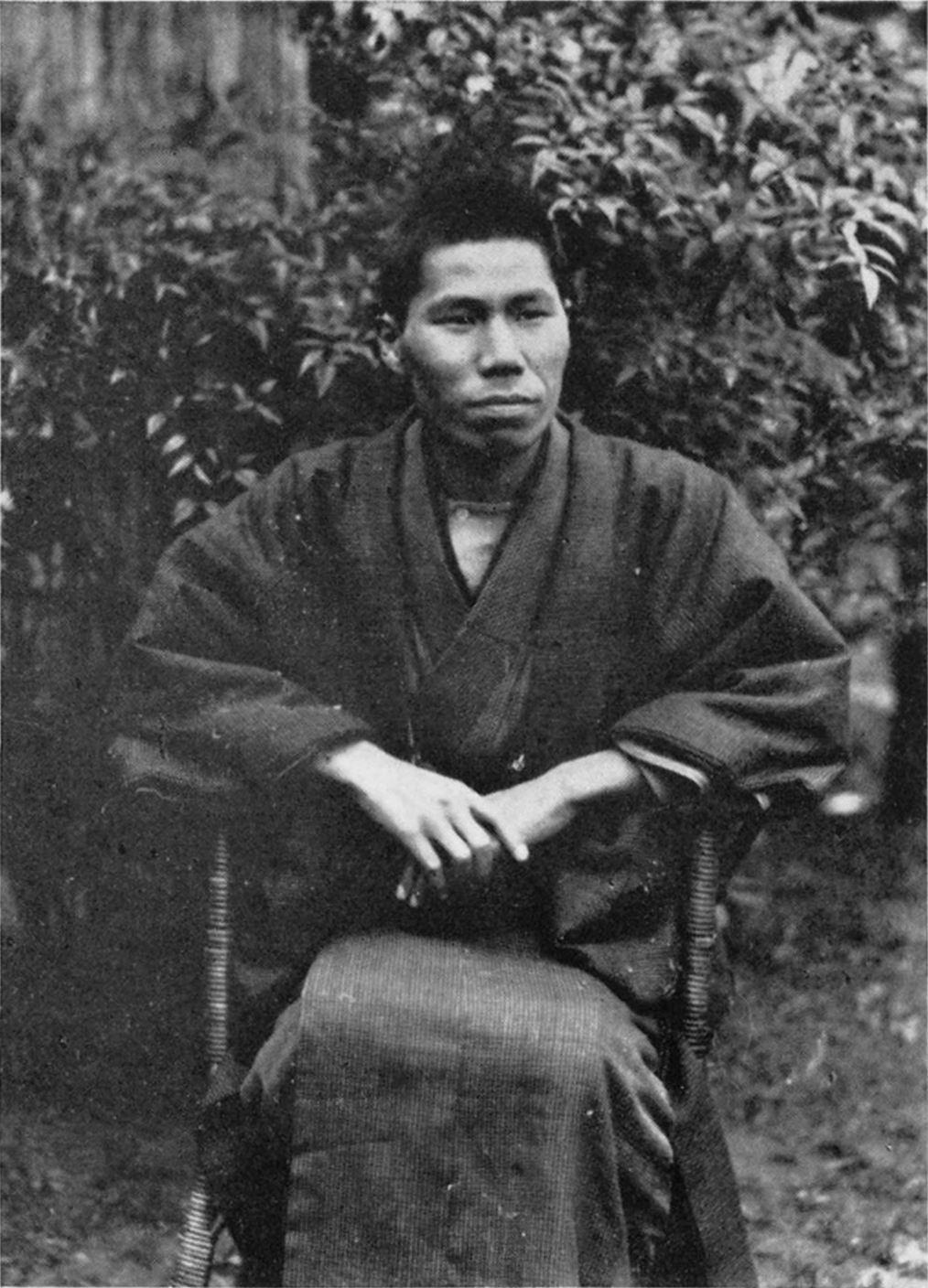
梶井基次郎（1931年）

同時代評としては、いち早く『心中』に注目した、当時まだ無名の梶井基次郎が、独自の感覚の解釈の創作部分を付け加える試みを実施したヴァリエーション作品『川端康成第四短篇集「心中」を主題とせるヴアリエイシヨン』を発表し、その中で川端の『心中』を分析しながら高い評価をしている。
登場人物の心理を書き加えて分量が増した梶井のヴァリエーション作品では、前半が夫の視点、後半は妻の視点で心理が描き分けられており、原作のもつニュアンスを敷衍しながらも、離れている夫と妻の「屈折した心のやりとり」を解析したものが補足されている。
梶井が付け加えた解釈の特徴としては、「実在感の希薄さ」が差し挟まれている点、妻が最後の夫の手紙の〈お前達〉の言葉に愛情を感じる叙述を加えるなど、「捨てられた妻の側の心理」を膨らませている点、最後の3人の死に対して、独自の解釈を付している点などが梶井研究者諸氏により挙げられている。
梶井は、原作『心中』の行間を埋めるという試みの「契機」について、「私は川端氏のこの神秘的な作品を、或程度私の感覚的な経験で裏づけることの出来るのを感じたのだ」として、もしそれが成功すれば、「畸形ながらにも、原作に対するある解釈と私自身の創作が、同時に読者に示せると思つてゐた」と語っている。そして実際やってみると「神秘は平凡化」されてしまったと自嘲しながら、原作に感じられる「音」の推移を「素晴らしい響きの芸術である」と賞讃している。
この梶井の批評・感想を含んだオマージュ的なヴァリエーション作品は、川端の掌の小説についての最初のまとまった言及として、『心中』の特質を理解する上での貴重な嚆矢となっている。
なお、梶井は『文藝時代』の新感覚派の作家たちの中で、唯一川端だけを例外的に尊敬していたが、この時点ではまだ川端と面識がなかった。

### 後年の評価・研究
後年の評価としても、伊藤整や星新一などから絶賛的な高い評価が付けられており、川端の掌の小説を代表する作品の一つとして位置づけられている。
研究としては、川端の自作解題の〈愛のかなしさを突いたつもりであつた〉に基づいて展開する形の研究が多く見られるほか、梶井基次郎の評価を下敷きに「聴覚」の問題を取り上げた研究や、登場人物の「自他」を分けない意識に、日本の意識構造を看取する研究もある。また、怪奇的な短篇集や各種のアンソロジーでも名品として取り上げており、2010年代以降も作品の解釈についてしばしば言及され続けている。
伊藤整は、同じ掌編の『母』とともに『心中』を「一群の掌の小説の頂点のやうな作品」と位置づけつつ、「技術的には不揃ひであるけれども魂の叫びのやうなものに貫かれてゐて、その実在感は極めて強い」と高評価し、その主題は、旅まわりの役者の母子の血縁の妙を描いた後年の掌編『顔』（1932年）に続いていると解説している。また、川端を「生命の破滅の中から真の愛と真の美とを救い出した人」と定義し、妻と子を死に至らしめた最後の夫の手紙は「夫の苦悩」の叫びだとして以下のように考察しながら、そうした恐ろしい認識は川端の代表作の『禽獣』『雪国』『千羽鶴』『眠れる美女』にも看取できるとしている。
河上徹太郎は、他の掌の小説『龍宮の乙女』『雀の媒酌』とともに『心中』を、「男女の因縁の薄気味悪いまつはりは悽愴な美しさがある」と評している。
丸谷才一は、梶井基次郎が川端の『心中』に共鳴し傾倒した点から、両者の文学の類似点などを以下のように考察し、さらに、梶井が、自身に「欠除」していた「想像力によって架空の世界を構築するための才能」を川端の『心中』から敏感に嗅ぎ取り、それが「奔放で華麗で甘美なもの」「悪魔的なもの」として梶井を魅了したのだろうとしている。
星新一は、『心中』に魅入られた感動を、「二回や三回狂って」みても、何度うまれ変っても「とても書けない」作品だと表現し、初めて読んだ時は、結末の一行と前の行との間の「深淵の空間」について眠れないほど考えあぐねたが、理屈を捨てて虚心で読み直すと、「これ以外の結末のありえないこと」がわかったとしている。
そして星は、この評価の約20年後にも、「『伊豆の踊子』や『雪国』よりもはるかにまさる」作品だとして、「さすがノーベル賞作家、近いうちに、このほうが有名になるだろう」と付け加えている。
渋川驍は、川端が「神秘主義を一つの思想として信じているという風には考えられない」とし、川端の神秘主義はむしろ、「彼の思想の到達しにくいもの、即ち彼の思想の断層を現すもの」であると同時に「彼の思想の憧れであり、彼の思想の形而上的表現」とも考えられるとして、「そこには彼の思想の集約が潜んでいる」かもしれないと考察しながら、神秘的作品の1篇『心中』については「愛情の悲哀」が描かれていると高評価している。
長谷川泉は、夫の手紙の指示通りに妻が反応していることから、妻の愛情が変わっていないことがわかるとし、子供のゴム毬や靴の音が夫自身の心臓を〈叩く〉〈踏む〉というのは、別れて残していった子供のことが忘れられない心象を示していると梶井基次郎と同様の解釈している。ただし〈子供に〉〈子供を〉といった呼びかけについては「実は妻への呼びかけでもあった」と独自の解釈をし、〈お前達よ〉と変化した呼びかけの最後の手紙に妻が反応して泣くことに関しては、「夫への愛情が、前の三つの手紙を受けた時以上に強くよみがえったのである」としている。
そして長谷川は、最後の一行で3人が一緒に死んでいた場面については「愛の哀しさが痛烈に迫ってくる。現実性は希薄であるが、神秘的に、心霊の世界の一種のあかしが表現されている」と解説し、「掌の小説中の出色の作」だと高評価した上で、「もっと追求されてよい作品である。テネシーウィリアムズの『ガラスの動物園』の中の心理を想起させる部分もある」と述べている。また、梶井が「匂ひ」「陰翳」「神秘」「引き緊つた文体」という言葉で『心中』を洞察した点については、「この批評は梶井の驚くべき正確な予見であった」としている。
上田真は、川端の自作解題の〈愛のかなしさ〉を元に、『心中』で描かれているものを「愛とそのもろさ、はかなさ」であるとし、「遠い土地にいる夫に、どうして子供の毬の音や靴の音が聞えるのか」という点については「子供を愛しているから」だとして、梶井基次郎の解釈同様に、娘のことが気がかりで同じ年頃の子供を見れば娘のことを思い出し、娘は「現在もなお生きつづける夫の過去である」からどんなに居場所を変えても忘れることができず、毬の音や靴の音は「現在も愛によってなお生きつづける過去の音」だと解説している。
次に「どうして彼女は娘と争うのか」という点について上田は、彼女（妻）はまだ夫のことを愛し手紙に従うが、現在に生きようとする娘がそれに反抗し、さらには彼女の立てる音は夫に届かないことから来る、娘への「嫉妬」もあるとし、最後の、「遠くにいるはずの夫が、どうして彼女と娘と三人枕を並べて死んだのか」という点については、夫の愛を失い葛藤を抱えた妻が、自分の茶碗や食卓を壊し（食を拒否し）、「死への意志」を示したことが夫に伝わり「一家心中が成立」したと解説しながら、2人が死ななければならなかった理由を以下のように考察している。
また上田は、この『心中』の3人（夫、妻、娘）の関係性や主題は、『雪国』の島村、駒子、葉子の関係や、『千羽鶴』の菊治の父、太田夫人、文子の関係（息子の菊治は、太田夫人にとって昔の夫からの手紙のような存在）にも当てはまるのではないかとし、そうした意味で『心中』は「川端文学の諸名作の一原点として重要な役割を帯びている」とも考察している。
羽鳥徹哉は、「この夫は、妻を捨てるという行為なしに、妻を愛することはできなかったのである」とした上で、妻子を捨てた夫が、それによって妻子の存在を「痛いほど」に感じる心理状況や、夫への思いを無くせない妻の「愛のジレンマ」の様相が、「遠隔透視、物体隔動などの心霊現象」を取り入れたことで、その愛の悲痛さがより際立っていて、「イロニカルな愛の形とその悲痛さをえぐった秀作」だと高評価している。また、初出時の「第四短篇集」に共通するものを「時空をこえて貫ぬき通る精神の作用」だとして、『心中』の精神の作用は「愛の執念や悲しみ」に結びついているとしている。
松坂俊夫は、『心中』の成立には、「（川端の）祖父と両親の死別を抜きにしては考えられない」とし、結核で若死にした両親を題材に〈三人心中だつていいのよ〉という台詞もある掌編『母』（1926年）の「構想の一部が発展、もしくは凝縮して成立した作品である」と考察している。その考察の過程で松坂は、夫の家出の動機に関する伊藤整の見解と羽鳥徹哉の見解の間に見られる「対立する要素」の存在を指摘し、伊藤の見解の方に賛成しながら、『母』との関連で発想されたであろう『心中』に看取される川端の「原体験の反映」、妻子への愛に苦しむ〈夫〉の心情と、川端が祖父の死に際して抱いた肉親への愛の「痛切な体験」（苦しむ祖父を部屋で見ていることが耐えられず、毎晩のように友人の家に逃げていた心情）の共通性に触れている。
そして松坂は、川端が『父母への手紙』（1934年）で綴った〈あなた方は私が逃げ出したいと思ふ記憶を、なに一つ残しておいてくれませんでした。祖父からさへ私は絶えず残酷に逃げ出したものでありました〉という一節や、そのあとで綴られる祖父母に育てられた少女の以下の描写が『心中』の自解にもなっているとして、そこで語られる〈気ちがひじみたわがままも、所詮は残り短い愛情の焔に過ぎ〉ないという点は、〈夫〉の老いが感じられた手紙で〈夫〉の生命がもう長くはないことを察知した妻が、自分の茶碗を庭石に叩きつけたり娘の頬を打ったりした「“夫”への激しく切ない愛の表明」の行動と重なり、また同時に、あれこれ手紙で注文をつけていた〈夫〉の行動にも重なるとしている。
「三人いつしよに死ねるといいですね。」
彼女の時々口にするこの言葉には、祖父母が死んだ後に自分の生きることが、たうてい想像されないといふ、ぢいさんばあさん育ちの阿呆の真心がこもつてゐるのでありました。気ちがひじみたわがままも、所詮は残り短い愛情の焔に過ぎませぬ。—川端康成「父母への手紙 第五信」
また、松坂は〈夫〉からの手紙の言葉の、詩のような韻文だけを抜き出してみると、それぞれの手紙が互いに「照応」し、〈ゴム毬〉〈靴〉〈茶碗〉、と柔らかいものから硬いものに次第に変化し、心臓を〈叩〉き、〈踏〉み、〈破る〉、と強まり、手紙の届く時間も最後は〈木魂のやうに〉に速まる変化について、川端文学の特質の点からその「照応」性を指摘し、さらに、梶井基次郎が賞讃した音の「響き」に触れつつ、『心中』を「響きの、あるいは音の織りなす文学」だとして、〈木魂のやう〉な速度は物理的な距離ではなく「精神的な距離」だと解説している。
馬場重行は、梶井基次郎がこの作品の「音」の響きを賞讃していたことを踏まえつつ、梶井文学にも影響を与えた川端の「聴覚」の問題を炙り出し、離れていて聞えるはずのない「音」（妻と娘の立てる音）に、夫が2人の生々しい実在性を感じるという川端の聴覚表現について考察している。
ドナルド・キーンは、『心中』のような掌の小説の成功作は「数少ないセンテンスによって忘れがたい情景をとらえ、川端が長編で扱ったテーマを一粒の結晶の中に凝縮している」とし、この作品が読者の心に強い印象を残す理由は、作品解釈の理解からではなく、「不可能事が絶対の真実性を帯びる夢の世界がみごとに再現されている」からだろうと考察している。
田中実は、夫が妻子から一旦逃げたものの、妻子から離脱できずに逆に一層彼女らを求めることになったとし、結末の「奇怪な心中のかたち」が寓意として示しているのは、夫と妻子の間にある「深い無意識の領域を含めた強烈な『自他未分の意識』」であり、夫の手紙の言葉は、現代文明的・対外的な「ロゴス」の言葉ではなく、人がもつ乳児以来の「母子的一体性」の意識の領域に通じる「自他未分の意識」の言葉であって、『心中』はそうした「自他未分」の日本的な意識構造（天皇制を支えた日本の伝統的意識構造）のかたちが表れている作品だと考察している。
そして田中は、村上春樹の『風の歌を聴け』の作中で、自閉症だった少年期の「僕」に対し「文明とは伝達である」「もし何かを表現できないなら、それは存在しないのも同じだ」と精神科医が言う意味が文明的「擬似的ロゴス」であり、自閉症を免れて「自他未分の意識」の言葉を捨てる代わりに「擬似的ロゴス」の言葉を獲得し「平凡な青年」、軽やかな優しい「ツクリネアカ」になった「僕」だが、その作中には軽快な「ON」の状態のディスクジョッキーが、「OFF」の状態には「ここは地獄だ……」と言うような「流血」が隠されているとし、そうした現代青年には、かつて可能だった『心中』のような「母子一体」の中に帰ることもできずに「快適な浮遊させられ、そうさせられている感性の喪失に気づかない」と考察している。
原善は、川端が自作解題した〈愛のかなしさを突いたつもりだつた〉の〈愛のかなしさ〉が果して「誰のもの」であるのかを論じ、伊藤整をはじめ、多くの評価の中で〈愛のかなしさ〉が〈夫〉の哀しさや苦悩ばかりに焦点が当てられていたことに意義を唱えて、起承転結で展開されている作品を虚心に読めば、転結部で〈夫〉に初めて〈お前達よ〉と呼ばれたことで喜びの涙を流す〈彼女〉（妻／母）の〈愛のかなしさ〉の方に焦点化されていることは明白なはずだとして、最初から正しい読みの解釈をしていた梶井基次郎が、その上で前半に〈夫〉の視点を新たに加え、〈彼女〉の視点と合わせて2人の内面を描き分けていた卓見さに触れている。
頭木弘樹は、『心中』を「美しいイメージの純粋な結晶のような作品」と評し、「美しいというのは、怖ろしいということ」でもあり、「読んだ人の心に一生残り続けるかもしれません」と解説しながら、「多様な読み方」が可能な「大きくて深い作品」だとしている。
高原英里は、川端の全作品に多かれ少なかれ見られる「現世界への平均的な認識に従わない、通常と異なる相を感知している」特徴に着目し、川端が初期の新感覚派の頃「モダニズムという人為的・反自然主義的手法」を用いた理由を、「『常の常識』として『世』が決めてくる因果や関係性の上での軽重と序列」の「当たり前らしさ」を否定するためだったのではないかとし、同様に「心霊」という「この世の外にある法則を認める語り方」を用いたのも「『常の常識』の浅薄さ」に反発を感じていたからではないかと推察しながら、三島由紀夫が川端文学について発した「完璧な誤謬を通ることなしには真理と対峙しえぬといふ芸術の秘儀」という言葉を指針に、川端独特の認識の帰結である「異相」（常ならない相）への凝視が看取される短編・掌編の代表格として『心中』を挙げている。
そして高原は、その因果論的・自然主義的には説明不可能な『心中』の時空間の作品構造や視覚・聴覚の超越の様相が、単に「別世界や幻想の出来事」でなく「確かに現世界での（決して稀な事とは言えない）ある悲劇」であり、その現世界を川端が「異相」（常とは異なる相）あるいは「別次元」から眺めて語ったものにみえるとし、『心中』を心霊学的な超自然現象として読む作品解釈法は無効ではないものの、そうした読み方では「（高原自身が）当初に感じた驚異と同時に湧き起こる痛ましさの根拠」が説明しきれず、むしろ、超常現象による「世界の再合理化」の読み方では「作品本来の不条理と不可解の重み」が無視されてしまうとして以下のように論考している。
さらに高原は、のちの川端の「不可解への感受性」がうかがえる秀作の数々は「『心中』的時空間の把握」から始まったのではないかとしている。
佐伯一麦は、川端の多くの作品に揺曳している元婚約者・伊藤初代との「“非常”の悲劇」の影響が間接的に看取できる作品の端緒が『心中』だとし、「遠い土地にいる夫から、妻へ届く四通の手紙」に「神託の口調で否定命令」が記され、その命令に従い死んだ母と娘と、彼女らと枕を並べて死んでいた夫の不思議な結末を描いた『心中』と、川端の人生において大きな意味を持った初代からの〈非常〉の手紙との関連性を考察している。
佐伯は、伊藤初代が滞在先の岐阜の寺の住職に強姦されたことを苦にして川端との結婚を諦めた1921年（大正10年）の〈非常〉の出来事は、川端にとって「世界が一変してしまうくらいのとてつもない事件」だったとし、その4年後に書かれた『心中』は、その時の川端の内面を表わした作品であり、「神からのひとつの神託」「この世に対する恐怖のようなものが川端の頭の中で花火のようにスパーク」して、〈するな〉という言葉のリフレインが生まれたのではないかとしている。
また佐伯は、「解釈してはいけない」作品ではあるものの、夫の方がすでに先に死んでいて、妻の妄想で娘と心中したと解釈すると、タイトルの〈心中〉は読み方によっては「心の中」とも読め、短い作品であるが「動かし難い何かがある」作品であり、堀江敏幸が「川端康成の掌編の主人公は、酷薄さの結晶を多面体にカットした存在であって、心に入射しようとする自他の感情の種類を吟味することなく、説明抜きで全反射させてしまう」と解説した言葉を敷衍しながら、読み手によって様々な解釈が成り立つ「ひとつの結晶体の塊」のような完璧な作品だとしている。
小川洋子は、川端文学に散見される「グロテスクな美」に着目した流れの中で、『心中』や『金糸雀』に看取できる「別れた男女が綺麗に別れきれずに、その最後の迎え方が本当にグロテスク」で、「実際は別れてしまっているんだけど、さらにその上に、最後のトドメ」を刺すような別れが「もう一回ある」点に触れた上で、上記の佐伯の考察も敷衍しながら「この男女の別れを最後の最後まで執念深く追い続けるのは、やはり初代さんとのことが原因」であり、さらにその「戒律を遵守」していたのだろうと佐伯との対談で述べている。

## おもな収録刊行本

### 単行本・選集
- 『感情装飾』（金星堂、1926年6月15日）
  - 装幀：吉田謙吉。B6判函入
  - 収録作品：「日向」「死顔の出来事」「お信地蔵」「滑り岩」「屋根の下の貞操」「バッタと鈴虫」「髪」「金糸雀」「港」「写真」「白い花」「母」「子の立場」「指輪」「時計」「落日」「人間の足音」「弱き器」「火に行く彼女」「鋸と出産」「敵」「有難う」「万歳」「胡頽子盗人」「玉台」「夏の靴」「雀の媒酌」「朝鮮人」「二十年」「硝子」「冬近し」「心中」「龍宮の乙姫」「処女の祈り」「月」
  - ※ 初期の掌の小説35篇を収録。
- 『僕の標本室』〈新興芸術派叢書〉（新潮社、1930年4月7日）
  - B6判紙装本
  - 収録作品：「母」「神の骨」「日本人アンナ」「朝の爪」「望遠鏡と電話」「故郷」「踊子旅風俗」「死顔の出来事」「夏の靴」「時雨の駅」「神います」「夫人の探偵」「叩く子」「帽子事件」「黒牡丹」「心中」「朝鮮人」「男と女と荷車」「恐しい愛」「硝子」「油」「女」「金銭の道」「日向」「盲目と少女」「月」「一人の幸福」「三等待合室」「屋上の金魚」「金糸雀」「士族」「お信地蔵」「バッタと鈴虫」「家庭」「母国語の祈祷」「二十年」「馬美人」「笑はぬ男」「母の眼」「人間の足音」「霊柩車」「貧者の恋人」「有難う」「髪」「合掌」「離婚の子」「顕微鏡怪談」
  - ※ 『感情装飾』中の15篇（太字）に、後の新作32篇を加えた掌の小説47篇を収録。
- 『川端康成選集第1巻 掌の小説』（改造社、1938年7月19日） - 全9巻本選集
  - 装幀：芹沢銈介（愛蔵限定版）、林芙美子（並製版）。
  - 四六判函入（愛蔵限定版）、四六判厚紙装（並製版）。口絵写真一葉
  - 月報（第4回）：島木健作「川端さん」。付録：川端康成「第1巻あとがき」・「掌篇小説の流行」
  - 収録作品：「母」「夏の靴」「心中」「時雨の駅」「日向」「雪隠成仏」「有難う」「顔」「髪」「日本人アンナ」「死顔の出来事」「金銭の道」「金糸雀」「母国語の祈祷」「貧者の恋人」「帽子事件」「縛られた夫」「神の骨」「朝鮮人」「男と女の荷車」「女」「妹の着物」「胡頽子盗人」「白粉とガソリン」「雨傘」「叩く子」「馬美人」「油」「家庭」「夫人の探偵」「処女の祈り」「離婚の子」「化粧」「母の眼」「黒牡丹」「屋上の金魚」「神います」「港」「バッタと鈴虫」「お信地蔵」「望遠鏡と電話」「故郷」「笑はぬ男」「朝の爪」「盲目と少女」「死面」「踊子旅風俗」「眠り癖」「士族」「化粧の天使達」「鋸と出産」「鶏と踊子」「秋風の女房」「写真」「門松を焚く」「月」「硝子」「楽屋の乳房」「恐しい愛」「万歳」「秋の雷」「二十年」「指輪」「顕微鏡怪談」「弱き器」「質屋にて」「眉から」「舞踊靴」「一人の幸福」「霊柩車」「滑り岩」「人間の足音」「三等待合室」「龍宮の乙姫」「藤の花と苺」「百合」「舞踊会の夜」
  - ※ 『僕の標本室』後の新作を加えた掌の小説77篇を収録。
- 『短篇集』〈黒白叢書二〉（砂子屋書房、1939年11月20日）
  - 四六判函入（上製）、四六判紙装本（並製）
  - 収録作品：「夏の靴」「有難う」「髪」「朝鮮人」「馬美人」「神います」「お信地蔵」「滑り岩」「時雨の駅」「雪隠成仏」「帽子事件」「死面」「鶏と踊子」「母」「心中」「日向」「死顔の出来事」「貧者の恋人」「妹の着物」「雨傘」「油」「家庭」「盲目と少女」「舞踊会の夜」
  - ※ 『選集第1巻』から選んだ34篇を収録。
- 『一草一花』（青龍社、1948年1月20日）
  - B6判紙装本。付録：川端康成「あとがき」
  - 収録作品：「母」「日向」「心中」「母国語の祈祷」「馬美人」「死顔の出来事」「雨傘」「盲目と少女」「処女の祈り」「日本人アンナ」「百合」「踊子旅風俗」「死面」「舞踊会の夜」「有難う」「顔」「縛られた夫」「神います」「笑はぬ男」「月」「離婚の子」「屋上の金魚」「秋の雷」「バッタと鈴虫」「髪」「化粧」「鶏と踊子」「貧者の恋人」「妹の着物」「夏の靴」
  - ※ 『選集第1巻』から選んだ30篇を収録。
- 文庫版『掌の小説百篇』〈上・下〉（新潮文庫、1952年8月30日・31日）
  - 解説：伊藤整（下巻）
  - 収録作品：
    - 〔上巻〕「骨拾ひ」「帽子事件」「バッタと鈴虫」「男と女と荷車」「日向」「弱き器」「火に行く彼女」「鋸と出産」「髪」「金糸雀」「港」「指輪」「時計」「写真」「月」「白い花」「落日」「夏の靴」「死顔の出来事」「人間の足音」「海」「二十年」「お信地蔵」「滑り岩」「玉台」「硝子」「冬近し」「万歳」「有難う」「胡頽子盜人」「母」「子の立場」「心中」「龍宮の乙女」「処女の祈り」「霊柩車」「雀の媒酌」「神います」「一人の幸福」「合掌」「屋上の金魚」「朝の爪」「駿河の令嬢」「処女作の祟り」「女」「歴史」「神の骨」「笑はぬ男」「夜店の微笑」「金銭の道」

  - ※ 上・下巻50篇ずつ収録。「心中」は上巻に収録。
- 文庫版『掌の小説』（新潮文庫、1971年3月15日。改版1989年、2011年、2022年）
  - カバー装幀：平山郁夫。解説：吉村貞司
  - 収録作品：『掌の小説百篇』〈上・下〉に、「秋の雨」「手紙」「隣人」「木の上」「乗馬服」「かささぎ」「不死」「月下美人」「地」「白馬」「雪」の11篇を加えた111篇。
  - ※ 1989年の改版後は、「敵」「屋根の下の貞操」「恐しい愛」「門松を焚く」「化粧の天使達」「舞踏靴」「楽屋の乳房」「喧嘩」「眉から」「藤の花と苺」「めづらしい人」の11篇を追加した122篇を収録。
  - ※ 2022年1月改版は、小川洋子「引き返せない迷路」を付記。
- 『川端康成 1899-1973』〈ちくま日本文学全集047〉（ちくま文庫、1993年1月20日）
  - 装幀：安野光雅。解説：須賀敦子「小説のはじまるところ」。付録：年譜
  - 収録作品：「葬式の名人」「有難う」「夏の靴」「心中」「木の上」「雨傘」「化粧」「貧者の恋人」「山の音」
  - ※ 2008年10月に〈ちくま日本文学全集026〉として再刊。
- 『川端康成集 片腕〈文豪怪談傑作選〉』（ちくま文庫、2006年7月10日）
  - 編者：東雅夫
  - カバー装幀：山田英春、金井田英津子。解説：東雅夫「心霊と性愛と」
  - 収録作品：
    - 「片腕」「ちよ」「処女作の祟り」
    - 怪談集1―「女」
    - 怪談集2―「恐しい愛」
    - 怪談集3―「歴史」「心中」「龍宮の乙姫」「霊柩車」「屋上の金魚」「顕微鏡怪談」「卵」「不死」「白馬」
    - 「白い満月」「花ある写真」「抒情歌」「慰霊歌」「無言」「弓浦市」「地獄」「故郷」「岩に菊」「離合」「薔薇の幽霊」「蚤女」「Oasis of Death ロオド・ダンセニイ」「古賀春江」「時代の祝福」
- 『川端康成異相短篇集』（中公文庫、2022年6月25日）
  - 編者：高原英里。解説：高原英里「編者解説」
  - 収録作品：「心中」「白い満月」「地獄」「故郷」「離合」「冬の曲」「朝雲」「死体紹介人」「蛇」「犬」「赤い喪服」「毛眼鏡の歌」「弓浦市」「めずらしい人」「無言」「たまゆら」「感情」「二黒」「眠り薬」
- 英文版『Palm-of-the-Hand Stories』（訳：レーン・ダンロップ・J・マーティン・ホルマン）（Tuttle、1988年、2006年）
  - 付録：「Editorial Note」「Translators’ Notes」
  - 収録作品：日向（A Sunny Place）、弱き器（The Weaker Vessel）、火に行く彼女（The Girl Who Approached the Fire）、鋸と出産（A Saw and Childbirth）、バッタと鈴虫（The Grasshopper and the Bell Cricket）、指輪（The Ring）、髪（Hair）、金糸雀（Canaries）、港（Harbor Town）、写真（Photograph）、白い花（The White Flower）、死顔の出来事（The Incident of the Dead Face）、硝子（Glass）、お信地蔵（The O-Shin Jizo）、滑り岩（The Sliding Rock）、有難う（Thank You）、胡頽子盗人（The Silverberry Thief）、夏の靴（Summer Shoes）、子の立場（A Child's Viewpoint）、心中（Love Suicides）、処女の祈り（The Maidens' Prayers）、冬近し（Toward Winter）、雀の媒酌（The Sparrow's Matchmaking）、帽子事件（The Hat Incident）、一人の幸福（One Person's Happiness）、神います（There Is a God）、屋上の金魚（Goldfish on the Roof）、母（Mother）、朝の爪（Morning Nails）、駿河の令嬢（The Young Lady of Suruga）、百合（Yuriko）、神の骨（God's Bones）、夜店の微笑（A Smile Outside the Night Stall）、盲目と少女（The Blind Man and the Girl）、夫人の探偵（The Wife's Search）、母の眼（Her Mother's Eye）、秋の雷（Thunder in Autumn）、家庭（Household）、時雨の駅（The Rainy Station）、質屋にて（At the Pawnshop）、雪隠成仏（Lavatory Buddhahood）、笑はぬ男（The Man Who Did Not Smile）、士族（Samurai Descendant）、鶏と踊子（The Rooster and the Dancing Girl）、化粧（Makeup）、縛られた夫（The Bound Husband）、眠り癖（Sleeping Habit）、雨傘（Umbrella）、死面（Death Mask）、顔（Faces）、妹の着物（The Younger Sister's Clothes）、秋風の女房（The Wife of the Autumn Wind）、愛犬安産（A Pet Dog's Safe Birthing）、さと（Hometown）、水（Water）、五拾銭銀貨（The Silver Fifty-Sen Pieces）、足袋（Tabi）、かけす（The Jay）、笹舟（Bamboo-Leaf Boats）、卵（Eggs）、蛇（The Snakes）、秋の雨（Autumn Rain）、隣人（The Neighbors）、木の上（Up in the Tree）、乗馬服（Riding Clothes）、不死（Immortality）、地（Earth）、白馬（The White Horse）、雪（Snow）、雪国抄（Gleanings from Snow Country）

### 全集
- 『川端康成全集第11巻 掌の小説』（新潮社、1950年8月20日） - 全16巻本全集
  - 装幀・題簽：安田靫彦。四六判厚紙装カバー附。口絵写真1葉。
  - 付録：川端康成「あとがき」
  - 収録作品：「骨拾ひ」から「蛇」までの78篇
  - ※ 『感情装飾』『僕の標本室』『選集第1巻』から漏れたものや、戦後の新作「紅梅」「足袋」「笹舟」「蛇」の4篇を加えた78篇を収録。
- 『川端康成全集第6巻 掌の小説』（新潮社、1960年9月30日） - 全12巻本全集
  - 菊判函入。口絵写真2葉：著者小影、北宋汝官窯青磁皿
  - 月報（第8回）：上林暁「川端康成朝臣」。大宅壮一「川端文学の秘密」。河上徹太郎「解説――川端文学の故郷」。川端康成「口絵解説」
  - 収録作品：「骨拾ひ」から「瀧」までの 100篇
- 『川端康成短篇全集』（講談社、1964年2月10日）
  - 題簽：川端康成。A5判函入
  - 解説：中村真一郎。年譜作成：保昌正夫
  - 収録作品：「十六歳の日記」から「眠れる美女」までの136篇
- 『川端康成全集第6巻 掌の小説』（新潮社、1969年10月25日） - 全19巻本全集
  - カバー題字：松井如流。菊判変形函入。口絵写真2葉：著者小影、心字の歌（一休）
  - 月報（第7回）：森茉莉「わからない人」。星新一「『心中』に魅入られて」。〔川端文学への視点（7）〕長谷川泉「三つの『南方の火』」
  - 収録作品：「骨拾ひ」から「瀧」までの100篇
- 『川端康成全集第1巻 小説1』（新潮社、1981年10月20日） - 全35巻本・補巻2全集
  - カバー題字：東山魁夷。四六判函入
  - 月報（第22回）：星新一「『心中』に魅入られて」（再録）。石浜恒夫「自由人」。川端秀子「川端康成の思い出（21）」
  - 収録作品：「骨拾ひ」から「めづらしい人」までの122篇

### アンソロジー
- 『心中小説名作選』（集英社文庫、1980年4月、2008年11月）
  - 編者：藤本義一
  - 収録作品：川端康成「心中」、太宰治「道化の華」、田宮虎彦「銀心中」、大岡昇平「来宮心中」、水上勉「那智滝情死考」、司馬遼太郎「村の心中」、笹沢左保「六本木心中」、梶山季之「那覇心中」、野坂昭如「垂乳根心中」
- 『文豪てのひら怪談』（ポプラ文庫、2009年8月5日）
  - 装画・本文イラスト：山下昇平。デザイン：川上成夫
  - 編者；東雅夫。付録：東雅夫「はじめに」・「おわりに」
  - 収録作品：久保竣公「蒐集者の庭」(抄)、車谷長吉「悪の手。」、秦恒平「蝶」、佐々木喜善「奥州のザシキワラシの話」(抄)、夢枕獏「おいでおいでの手と人形の話」(抄)、阿刀田高「白い腕」、加門七海「昔の思い出」、柳田國男「遠野物語」(抄)、伊藤晴雨「井上円了氏と霊魂不滅説」(抄)、色川武大「空襲のあと」(抄)、鶯亭金升「王子の狐火」、太宰治「懶惰の歌留多」(抄)、星新一「たたり」、横尾忠則「お岩様と尼僧」、岩佐なを「ねぇ｡」、薄田泣菫「幽霊の芝居見」、小松左京「幽霊」、入澤康夫「ユウレイノウタ」、志賀直哉「イヅク川」、粕谷栄市「箒川」、北村想「土左衛門」、小泉八雲「小豆磨ぎ橋」（訳：池田雅之）、平賀白山「異形の顔」(抄)（訳：柴田宵曲）、宮沢賢治「鬼言(幻聴)」(最終形/先駆形)、川上弘美「椰子・椰子 冬」(抄)、筒井康隆「天狗の落し文」(抄)、江戸川乱歩「こわいもの」(抄)、夏目漱石「硝子戸の中」(抄)、大岡昇平「第三夜」――『母六夜』より」、片山廣子「うまれた家」(抄)、王士禎「張巡の妾」（訳：岡本綺堂）、関戸克己「小説・読書生活」(抄)、井坂洋子「くの字」、小林恭二「医学博士」、小堀甚二「耳の塩漬」、吉本ばなな「熱のある時の夢」(抄)、島尾敏雄「夢日記」(抄)、西條八十「トミノの地獄」、澁澤龍彦「宙におどる巻物――『法華験記』より」、田中貢太郎「這って来る紐」、稲垣足穂「追っかけられた話」、杜光庭「異姓」（訳：岡本綺堂）、平山夢明「出会す」、長新太「犬頭人とは」、城左門「七十三枚の骨牌」、佐藤春夫「魔のもの」(抄)、福永武彦「内裏の松原で鬼が女を食う話」、石川鴻斎「驚狸」（訳：小倉斉）、芥川龍之介「凶」(抄)、豊島与志雄「奇怪な話」(抄)、中勘助「孟宗の蔭」(抄)、陶宗儀「生き物使い」（訳：岡本綺堂）、村上春樹「新聞」、町田康「模様」、多田智満子「死刑執行」、山田野理夫「きりない話」、都筑道夫「長い長い悪夢」、吉田知子「手術室」、三坂春編「再度の怪」(抄)（訳：柴田宵曲）、干宝「琵琶鬼」（訳：岡本綺堂）、平秩東作「一つ目小僧」(抄)（訳：柴田宵曲）、知里真志保「へっぴりおばけ」、陶淵明「凶宅」（訳：岡本綺堂）、小川未明「樫の木」、水野葉舟「取り交ぜて」(抄)、木原浩勝・中山市朗「あの中であそぼ」、辻征夫「突然の別れの日に」、松谷みよ子「死者からのたのみ」(抄)、折口信夫「死者の書」(抄)、梶井基次郎「温泉」(抄)、岡本綺堂「温泉雑記」(抄)、石上玄一郎「鰓裂」(抄)、内田百閒「夜の杉」(抄)、松浦静山「地上の龍」(抄)（訳：柴田宵曲）、紀昀「節婦」（訳：岡本綺堂）、黒井千次「待つ」、川端康成「心中」、袁枚「人魚」（訳：岡本綺堂）、尾上柴舟「鸚鵡の雀」、水原紫苑「このゆふべ城に近づく蜻蛉あり武者はをみなを知らざりしかば」、蒲松齢「鸛」（訳：佐藤春夫）、日影丈吉「夢ばか」(抄)、日本民話「猫のお林」、堀麦水「鼠妖」(抄)（訳：柴田宵曲）、泉鏡花「人妖」、菊池寛「光遠の妹」、荻田安静・「山姫」（訳：須永朝彦）、平田篤胤「仙境異聞」(抄)、龍膽寺雄「塔」、明恵「人形変じて女人となる」（訳：澁澤龍彦）、夢野久作「微笑」、吉行淳之介「蛾」、押川春浪「米国の鉄道怪談」、穂村弘「超強力磁石」、「枯野の歌」（訳：福永武彦）、小栗虫太郎「その後の『リパルズ』」、幸田露伴「金銀」、北原白秋「狸の睾丸」、福澤徹三「百物語」、浅井了意「怪を語れば怪至」（訳：富士正晴）

- 『絶望図書館――立ち直れそうもないとき、心に寄り添ってくれる12の物語』（ちくま文庫、2017年11月10日）
  - 編者：頭木弘樹。付録：頭木弘樹「あとがきと作品解説」
  - カバーデザイン：川名潤。カバー写真：Central Press/Getty Images
  - 収録作品：三田村信行「おとうさんがいっぱい」（画：佐々木マキ）、筒井康隆「最悪の接触」、山田太一「車中のバナナ」、ウィリアム・アイリッシュ「瞳の奥の殺人 (Eyes That Watch You)」（訳：品川亮）、「漁師と魔神との物語――『千一夜物語』より」（訳：佐藤正彰）、安部公房「鞄」、李清俊「虫の話 (벌레 이야기)」（新訳：斎藤真理子）、川端康成「心中」、シャーリイ・ジャクスン「すてきな他人 (The Beautiful Stranger)」（訳：品川亮）、キャサリン・マンスフィールド「何ごとも前ぶれなしには起こらない (A Married Man's Story)」（訳：品川亮）、フランツ・カフカ「ぼくは帰ってきた (Heimkehr)」（新訳：頭木弘樹）、手塚治虫「ハッスルピノコ――『ブラック・ジャック』より」